# 623827 Nikandrilyich
623827 Nikandrilyich este o planetă minoră (asteroid) din Outer Main Belt⁠(d). A fost descoperită pe 23 noiembrie 2022 la  de . 
Obiectul prezintă o orbită caracterizată de o semiaxă mare de 3,2209196975046 UAi, o excentricitate de 0,14661464875456, o înclinație de 25,299178653023 ° în raport cu ecliptica.